# متیل فلوئوروسولفونات
متیل فلوئوروسولفونات (به انگلیسی: Methyl fluorosulfonate) با فرمول شیمیایی CH۳O۳FS یک ترکیب شیمیایی با شناسه پاب‌کم ۹۸۷۰ است. که جرم مولی آن ۱۱۴٫۰۹ g/mol می‌باشد. 